# 아홀로틀
아홀로틀(나와틀어: Āxōlōtl, 학명: Ambystoma mexicanum 암뷔스토마 멕시카눔[*])은 점박이도롱뇽과의 일종으로, 유형 성숙을 보여주는 종이다. 우파루파(일본어: ウーパールーパー)라고도 부른다. 올챙이는 어른으로 탈바꿈을 할 수 없으며, 이에 따라 다 자란 후에도 겉아가미를 지녀야 하고, 물에서 살아야 한다. 번식이 쉽고 잃어버린 신체를 쉽게 재생하고 놀라운 장기이식 능력(다른 아홀로틀의 장기를 이식받아도 거부반응이 전혀 없다, 심장도 재생할 수 있다.) 때문에 과학연구용 및 애완동물용으로 널리 이용된다. 성적으로 성숙하기까지는 18-24개월이 걸리며, 이때 몸길이는 15-25센티미터이다.

원산지는 멕시코의 중부에 위치한 호수인 호히밀코 호, 할코 호이다. 야생개체는 홍수조절 및 멕시코 시의 상수도 수요를 충족하기 위해 이루어지는 인위적인 호수 수원 고갈로 인해 멸종위기를 맞고 있다. 현재 야생개체는 호히밀코 호에만 서식하고 있다.
미국에서 아홀로틀에 갑상선 호르몬의 일종인 티록신을 투여하는 실험을 행한 경우, 다른 도롱뇽과의 생물들처럼 변태를 일으켰다고 한다. 실제로 멕시코 호히밀코 호와 할코 호의 토양은 티록신의 구성성분인 요오드가 적게 함유되어 있고, 티록신은 날씨가 추울 때 체온올 올리기 위해 분비되는데, 멕시코 호히밀코 호와 할코 호 지역은 저위도 고산지대에 위치하여 온도가 영하로 떨어지지 않기 때문에 티록신 결핍이 발생하여 변태를 하지 못하는 것으로 보인다.
아홀로틀은 네 가지 색소 침착 유전자를 가지고 있으며, 돌연변이가 발생하면 서로 다른 색 변이를 일으킨다. 일반적인 야생 동물은 갈색 또는 황갈색이며 금색 반점과 올리브색 언더톤이 있다. 가장 일반적인 다섯 가지 돌연변이 색상은 아래에 나열되어 있다.
1. 화이트핑크/루시스틱: 옅은 분홍색 바탕에 검은색눈을 가지고 있지만 홍체는 하얀색,노란색,초록색을 가지고 있다.
2. 마블/야생형: 녹색 또는 올리브색 바탕에 점박이가 많이 있는 개체이고 검은색 눈을 가지고 있지만 노란색 홍체를 가지고 있다.(참고로 이 품종이 야생종이다)
3. 알비노: 멜라닌 색소가 부족해 하얗게 변한 종이지만, 연한 분홍색 또는 흰색, 붉은 눈을 가진 알비노는 다른 종보다 아홀로틀중에서 더 흔하다.
4. 멜라노이드: 검은색 또는 짙은 보라색을 나타내는 아홀로틀이다.
5. 골든(황금 알비노): 멜라닌 색소가 부족해 변한 종이지만, 기준 알비노랑 다르게  세 가지 색소 중 멜라닌이 결핍된 돌연변이- 즉 알비노이다. 골드 우파루파의 피부에는, 검은색 멜라닌은 합성되지 않고, 노란색 프테리딘 및 반짝이 색소인 퓨린만 가지고 있다. 따라서 노랑 바탕색에 드문드문 반짝이가 산재된 체색을 가지고 있는 것이다.

## 유형성숙(Neoteny)
아홀로틀은 변형을 겪지 않고 성적 성숙에 도달한다는 것을 의미하는 유형성숙을 보인다. 아홀로틀속의 많은 종은 완전히 신생이거나 신생 개체군 둘 중 하나이다. 아홀로틀에서 변성 부전은 갑상선 자극 호르몬의 부족으로 발생하는데, 갑상선이 도롱뇽을 변형시키는 과정에서 티록신을 생성하도록 유도하는 데 사용된다. 실험동물의 유형성숙에 관여하는 유전자는 특정되었을지 모르지만 야생 개체군에서는 관련이 없어 인공적인 선택이 실험동물이나 애완동물인 아홀로틀의 완전한 유형성숙의 원인임을 시사하고 있다.
산과 언덕의 수생 환경에서 먹이가 거의 없고, 특히 요오드가 거의 없는 환경에서 모든 도롱뇽과는 유형성숙을 보인다. 도롱뇽은 성숙하여 지상에 올라가는 것보다, 신진대사가 느린 유생 단계로 번식해 생존할 수 있다. 도롱뇽 유생이 동족 포식을 통해 직접 또는 간접적으로 충분한 양의 요오드를 섭취하면, 그들은 빠르게 변태를 시작하여, 성체가 될 수 있다.
다른 유형 성숙 도롱뇽(사이렌류 및 네투스류)와는 달리, 아홀로틀은 요오드(갑상선 호르몬의 생성에 사용됨) 주사나 티록신 호르몬의 주사 등에 의해 변태 하도록 유도할 수 있다. 성체 형태는 범무늬도롱뇽과 비슷하지만, 발가락이 긴 것과 같은 몇 가지 다른 점이 있어 별도의 종으로서의 지위를 뒷받침한다.

## 모델 생물(Model organism)
1863년, 6개의 성체 아홀로틀(백변종 표본 포함)이 멕시코시티에서 파리 식물원으로 수송되었다. 오귀스트 뒤메릴은 아홀로틀의 유형 성숙을 알지 못한 채, 아홀로틀 대신, 비바리움에서 도롱뇽과 유사한 새로운 종을 발견하여 놀랐다. 이 발견은 유형 성숙 연구의 출발점이 되었다. 점박이도롱뇽속인 Ambystoma velasci의 표본들이 이 수송에 포함되지 않았는지는 알 수 없다.
프라하의 빌름 러프버거는 갑상선 호르몬 주사를 사용하여 아홀로틀이 변태 하도록 유도했다.  실험은 영국인 줄리안 헉슬리에 의해 반복되었는데, 헉슬리는 실험이 이미 진행된 것을 몰랐지만 그는 그라운드 사이로이드를 사용하였었다. 그 이후로, 변형을 유도하기 위해 사용되는 요오드 주사나 다양한 갑상선 호르몬으로 실험이 자주 수행되었다.
오늘날, 아홀로틀은 여전히 모델생물로 연구에 사용되고 있으며, 많은 수의 동물들이 포획되어 연구되고 있다. 특히 육지 생활의 요구로 인해 사육이 되지 않는 다른 도롱뇽에 비해 번식하기 쉽다. 연구에 있어서 매력적인 특징 중 하나는 척추 동물의 완전한 발달을 볼 수 있는 크고 쉽게 조작되는 배아이다.
아홀로틀은 배아에서 심부전을 일으키는 돌연변이 유전자의 존재로 인해 심장 결함 연구에 사용된다. 배아는 거의 심장 기능 없이 부화할 때까지 생존하기 때문에, 이 결함을 관찰하기에 용이하다. 아홀로틀의 신경관은 개구리와 달리 상피층 아래에 숨겨져 있지 않으며 사람과 아홀로틀의 신경판 유사점이나 튜브 형성으로 인해 아홀로틀은 신경관 폐쇄 연구에서도 이상적인 동물 모델이다. 어떤 돌연변이는 잘 특성화되지 않은 다른 장기 시스템과 다른 장기 시스템에 영향을 미친다.

## 같이 보기
- 동굴영원
- 브라키오니크티스과